# مستوطنة الوادي السعيد
كانت مستوطنة الوادي السعيد عبارة عن مجموعة من أتباع مذهب اللذة، معظمهم أرستقراطيين بريطانيين وإيرلنديين إنكليز ومغامرين استوطنوا منطقة «الوادي السعيد» في وادي وانجوهي قرب سلسلة جبال أبيرداري، في مستعمرة كينيا وأوغندا بين العشرينيات والأربعينيات. ساءت سمعتهم في الثلاثينيات بسبب أنماط حياتهم الفاسدة والاستغلالية، وذلك بعد تقارير عن تعاطي المخدرات والممارسات الجنسية غير الشرعية.
كانت المنطقة المحيطة بنايفاشا من أولى المناطق التي استعمرها البيض في كينيا وكانت إحدى أهم مناطق الصيد للمستوطنة. كانت بلدة نييري في مستعمرة كينيا شرق سلسلة جبال أبيرداري مركز مستوطني الوادي السعيد.
وفي السنوات الأخيرة بدأ المنحدرون من مستوطنة الوادي السعيد بالظهور في الأخبار، وبالأخص المشاكل القضائية لتوم تشولمونديلي وهو ابن حفيد اللورد ديلامير.
ومن بين أبرز شخصيات مستوطنة الوادي السعيد: البارون الثالث ديلامير، وابنه وورثته البارون الرابع ديلامير، دينيس فينش هاتون، السيد جوك ديلفز بروتون والزوجة ديانا ديلفز بروتون، الإيرل إيرول الثانية والعشرين السيدة إيدينا ساكفيل، وأليس الكونتيسة دي جانز (ابنة عم ج. أوجدين أرمور) وزوجها الكونت فريدريك دي جانز.

## التاريخ
وفقا ليولف آسشين: «كان سكان الوادي السعيد الأذكياء والجذابين والأصيلين والمثقفين لا يلينون في سعيهم للهو، وغالبا ما يحصلون عليه من خلال الشراب والمخدرات والجنس».
وكان أعلى تأثير لمستوطنة الوادي السعيد في نهاية العشرينيات. حيث خفض الانحسار الاقتصادي الذي بدأ بسقوط بورصة وول ستريت عام 1929 أعداد القادمين الجدد إلى مستعمرة كينيا وتدفق رأس المال بشكل كبير. ومع ذلك، فبحلول عام 1939 كان عدد سكان كينيا من البيض يقارب 21000 نسمة.

## الموقع
كانت المنطقة المحيطة بنيفاشا إحدى أول المناطق التي استعمرها البيض وإحدى مناطق الصيد لمستوطني الوادي السعيد الملذاتيين. كما ضمت المنطقة أيضا شلالات ثومسون. انتقل جيوفري بوكستون وهو المزارع الاستعماري الأول في المنطقة من صدع الوادي القاحل وأنهاره الهزيلة ورياحه المغبرة القاسية التي أعطت جيلجل اسمها. وبعد أن وجد المكان الزراعي المثالي سمى ملجأه الجديد هذا «الوادي السعيد». وقد عاش بعض أفراد مستوطنة الوادي السعيد في جيلجل في كينيا شمال بحيرة إيليمينتايتا.
كانت البلدة الاستعمارية نييري في المقاطعة المركزية شرق سلسلة جبال أبيرداري مركز مستوطني الوادي السعيد. وكان لجو البلدة جو القرية الإنكليزية الناعسة، وهو انطباع يعززه الهواء البارد والضباب الصباحي. يقع فندق أوتسبان قرب نييري، وهو معلم استعماري أصبح محجا لكشافة العالم، وكان الكوخ الصغير في أرض الفندق آخر منزل للورد بادين بويل وزوجته، وهما مؤسسا الحركة الكشفية، وقد دفن قرب نييري. في الكوخ متحف صغير مخصص لحياة بادين بويل وذكراه.

## في الثقافة الشعبية
ألقي الضوء على طرائف مستوطنة الوادي السعيد في الكتب والأفلام مثل فيلم «الفساد الأبيض» الذي صور محاولة جوك ديلفيز بروتون لقتل جوسلين هاي، الإيرل إيرول الثانية والعشرين، ومسلسل الوادي السعيد وهو وصف جوانيتا كاربيري لمراهقتها وتورطها اللاحق في قضية بروتون. والسيرة الذاتية لإدينا ساكفيل «المنخل» التي كتبها فرانسيس أوزبورن، تضم قصصا عن أصول مستوطنة الوادي السعيد وتصور معظم شخصياتها الرئيسية. كانت ساكفيل متزوجة من اللورد إيرول لعدة سنوات وقد رزقا بأطفال.
وفي عام 1999 تتوجه السلسلة التلفزيونية القصيرة «حرارة الشمس» إلى الحياة الخيالية وجرائم ساكني الوادي السعيد.
ومؤخرا، نشر المؤلف البريطاني الأمريكي ريس بوين قصة جرائم غامضة بعنوان «الحب والموت بين الفهود» تدور أحداثها في الوادي.

## شخصيات بارزة
بعض الأفراد البارزين في مستوطنة الوادي السعيد في كينيا عام 1926، وهم من اليسار إلى اليمين: ريموند دي ترافورد، فريدريك دي جانز، أليس دي جانز، واللورد ديلامير.
رغم أنه لا يوجد تحديد حقيقي لما يشكل جزءا من مستوطنة الوادي السعيد، إلا أن الكتاب يتوافقون عموما على أنها تشير إلى مستعمرات البيض الواقعة في منطقة وادي وانجوهي أو حولها، وكانت سيئة السمعة خلال فترة العشرينيات حتى الأربعينيات بسبب عدد من الفضائح وغالبا ما كانت تدور حول الإلحاد وتعاطي الكحول والمخدرات.
ومن بين أكثر الشخصيات البارزة كانت التالية:
هاغ تشولمونديلي، البارون الثالث ديلامير
أحد أوائل المستوطنين البريطانيين في شرق أفريقيا، هاغ تشولمونديلي، البارون الثالث ديلامير (1870-1931) KCMG ينسب له أنه ساعد في تأسيس مستوطنة الوادي السعيد، سافر أولا إلى شرق افريقيا عام 1891 لصيد الأسود وعاد سنويا لمتابعة الصيد. وفي عام 1894 هاجمه أسد، وبقي يعرج بسبب ذلك بقية حياته؛ كما ينسب له ابتكار مصطلح «الصياد الأبيض». وفي عام 1896 انتقل إلى أفريقيا واستقر في النهاية في كينيا، وفي عام 1906 حصل على مزرعة كبيرة «مزرعة سويسامبو» التي توسعت في النهاية لتصبح بمساحة 810 كيلومتر مربع، كما أنه ساهم في تطوير الزراعة في كينيا، وأصبح بسرعة القائد غير الرسمي لمجتمع البيض في كينيا، ونشط في توظيف المستوطنين في شرق أفريقيا؛ وقد أعجب من أعماقه بالثقافة المحلية للماساي. وهناك قصة أنه ركب حصانه إلى غرفة الطعام في فندق نيروبي نورفولك وقفز فوق الطاولات. كما عرف عنه ضرب كرات الغولف على سطح نادي موثايغا الريفي، مكان جمع الجص الزهري لنخبة نيروبي البيض، ومن ثم كان يتسلق لاستعادتها. وعند اندلاع الحرب العالمية الأولى، وضع مسؤولا عن الاستخبارات على حدود الماساي، وليراقب تحركات الوحدات الألمانية فيما يسمى اليوم تنزانيا. تزوج من الليدي تشارلز ماركام (اسمها قبل الزواج غولاديز هيلين بيكيت) في عام 1928؛ وتوفي عام 1931.